# Demeester 10 CV
Der Demeester 10 CV war ein Pkw-Modell von 1909. Hersteller war die Automobiles H. Demeester aus Courbevoie in Frankreich. Das Büro und die Produktion war in der Rue de La Garenne 43, etwa 8 km von der Pariser Stadtmitte, angesiedelt. Im Jahr 1905 stellte Léon Demeester zum Salon du Grand Palais einen ersten Vierzylinder in einer Voiturette vor. Produkte von Demeester wurden in Frankreich, Deutschland, England, Russland und in Japan verkauft.

## Beschreibung

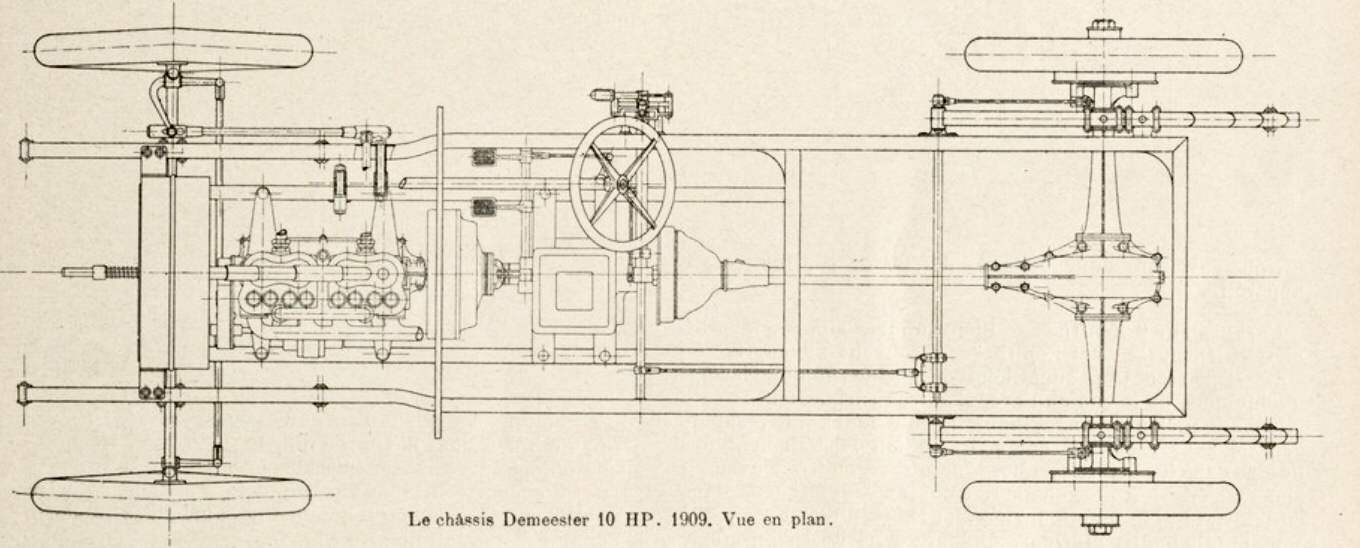
Chassis Demeester 10 CV um 1909

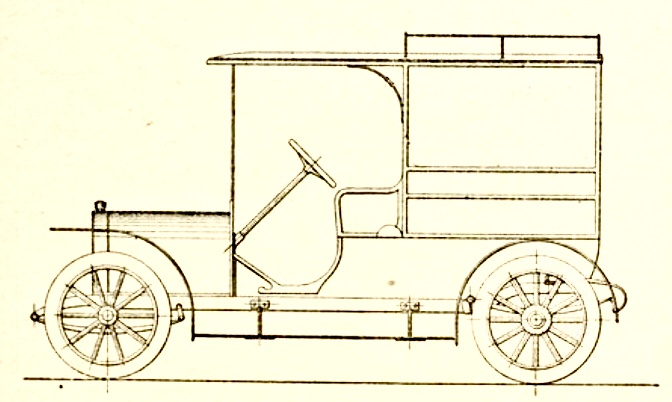
Demeester 10 CV/12 CV 0,6‑t‑Lieferfahrzeug um 1909

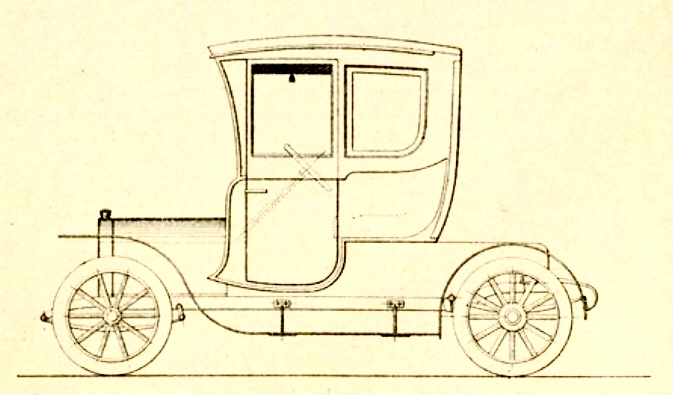
Demeester 10 CV/12 CV Doktorwagen um 1909

Der Demeester 10 CV Wagen hat einen Vierzylinder-Motor mit einem Hubraum von 1791 cm³, 72 mm Bohrung und 110 mm Hub. Der Vergaser war mit Kühlwasser umspült und dadurch vorgewärmt. 
Der Demeester 10 CV hatte wie die meisten Fahrzeuge seiner Zeit einen Frontmotor, der über eine Kardanwelle die Hinterräder antrieb. Die Kupplung war eine mit Leder belegte Kegelkonuskupplung. In dieser Ära war die Rechtslenkung noch weit verbreitet, so auch beim Demeester 10 CV. Die Fußbremse wirkte auf eine Bremstrommel  hinter dem Getriebe vor der Kardanwelle. Die Handbremse wirkte über ein Gestänge auf Trommelbremsen an den Rädern. Der Radstand betrug 2500 mm und die Spurweite 1200 mm. Die Reifen hatten das Format 750 × 85 (Felgendurchmesser und Reifenbreite in Millimeter). Die Höchstgeschwindigkeit lag bei 70 km/h. Der Verbrauch betrug etwa 10 Liter pro 100 km.
Der Aufbau dieses Fahrzeugs war allgemein eine zweisitzige Torpedo-Karosserie. Auf dem Chassis konnte auch ein Aufbau mit vier Sitzplätzen geliefert werden. Weiterhin gab es den 10 CV als kleines Lieferfahrzeug mit rund 600 kg Zuladung. Hierbei wurde die Untersetzung von Getriebe und Achse an die höhere Belastung angepasst. Parallel zum 10 CV wurde ein 12 CV angeboten. Er hatte einen Motor mit 1943 cm³ Hubraum; die Bohrung war auf 75 mm vergrößert, der Hub blieb mit 110 mm unverändert. Mit diesem Motor und der etwas höheren Motorleistung wurden die Fahrzeuge zusammen mit Aufbauten wie Doppelphaeton in eine höhere Klasse eingruppiert. 
Der Betrieb des Herstellers wurde 1914 eingestellt, sodass es kein Nachfolgefahrzeug des Demeester 10 CV gab.